# Phaneroptera dentata
Phaneroptera dentata är en insektsart som först beskrevs av Willemse, C. 1942.  Phaneroptera dentata ingår i släktet Phaneroptera och familjen vårtbitare. Inga underarter finns listade i Catalogue of Life.